# He Yanwen
He Yanwen (chinesisch 何燕雯, Pinyin Hé Yànwén; * 29. September 1966) ist eine chinesische Ruderin, die 1988 Olympiadritte mit dem Achter war.

## Sportliche Karriere
Bei den Olympischen Spielen 1988 in Seoul erreichte der chinesische Achter über den Hoffnungslauf das Finale. Im Finale siegte der Achter aus der DDR vor den Rumäninnen, dahinter erkämpften die Chinesinnen die Bronzemedaille mit 0,52 Sekunden Vorsprung auf den sowjetischen Achter. Im chinesischen Achter ruderten Zhou Xiuhua, Zhang Yali, He Yanwen, Han Yaqin, Zhang Xianghua, Zhou Shouying, Yang Xiao, Hu Yadong und Steuerfrau Li Ronghua.
Bei den Asienspielen 1990 gewannen Guo Mei, He Yanwen, Hu Yadong und Zhang Li den Titel im Vierer ohne Steuerfrau. Bei den Weltmeisterschaften 1990 trat He Yanwen mit dem Achter an und belegte den fünften Platz. 1991 erreichte sie bei den Weltmeisterschaften in Wien den vierten Platz im Vierer ohne Steuerfrau und den siebten Platz im Achter. Bei den Olympischen Spielen 1992 in Barcelona belegte sie ebenfalls den vierten Platz mit dem Vierer. Der Achter kam als fünftes Boot ins Ziel.